# Imde
Imde ou Impde est un petit village de la province du Brabant flamand. Il est situé à Wolvertem, une section de Meise. Imde est situé à environ 2,5 kilomètres au nord du centre du village de Wolvertem. Le saint patron du village est Saint Quentin.
Au sud d'Imde, s'écoule le Zijp et le Meuzegemsebeek qui se rejoignent plus au nord pour former le Molenbeek .

## Toponymie
En 1145 le village a été mentionné comme Immechia.
La Carte de Ferraris des années 1770 montre l'endroit comme Ympden.
À la fin du XXe siècle, la commune de Meise change l'orthographe Impde vers la nouvelle orthographe Imde. Même si l'ancienne orthographe est encore fortement utilisée,.
Dans le dialecte, Imde est prononcé Um.

## Histoire
Imde est originaire de la ferme Hof 't Elderen. La première église du village était dédiée à Saint Quentin et date du IXe siècle. Au Moyen Âge, il y avait aussi un "lazerij" à Imde, c'est un endroit où l'on s'occupait des lépreux[réf. nécessaire].
Selon le recensement de 1796, 277 personnes au total vivaient dans le village, dont 87 enfants de moins de 12 ans. Le village avait un meunier, un policier du village, un brasseur, trois fabricants de boissons, deux tailleurs, deux cordonniers, trois tisserands, trois tonneliers, un forgeron, huit fermiers et 23 fermiers. Il y avait également 11 domestiques et 8 filles résidantes. Les fonctions d'agent du village et de brasseur étaient assumées par Nicolaes De Boeck et le meunier du village était Petrus Van Humbeeck.
Au début de la période française, à la fin du XVIIIe siècle, le village est regroupé avec le voisin Rossem sur la commune de Rossem-Impde. Cependant en 1811 les deux villages ont été fusionnés à Wolvertem.
En 1839, l'église du IXe siècle d'Imde a été démolie et l'église actuelle a été construite. Elle a été consacrée le 6 septembre 1840.
La bataille d'Imde a eu lieu le 24 août 1914.

## Sites touristiques
- Le château classique d'Imde avec un manoir blanchi à la chaux de 1673. Cependant, les 15 et 16 février 2016, le château a été en grande partie incendié. Thomas-Philippe d'Alsace de Hénin-Liétard, surnommé le cardinal d'Alsace, y est né en 1679.
- L'Imdehof ( 1768 ), où résidait le drossard. Le bâtiment a été détruit par un incendie lors de la bataille d'Imde le 24 août 1914 et reconstruit en 1923 dans le style de la Renaissance flamande.
- l'église néoclassique à nef unique de Saint Quentin
- L'hof 't Elderen, appartenant au plus ancien centre du village d'Imde et le prolongement de la cour primitive. Les bâtiments actuels datent du début du XXe siècle. Les restes d'une tourelle rappellent la brasserie du village qui s'y trouvait autrefois.
- Le domaine Du Kam, où résida l'échevin de la banque du XIIIe siècle jusqu'à la Révolution française.

Au nord-est d'Imde se trouve le Boskapel Onze-Lieve-Vrouw Behavingis der Kranken, construit sur un ancien site de pèlerinage de 1658 . En raison du grand nombre de pèlerins (jusqu'à 10 000 par jour), la chapelle fut agrandie en 1707 par le nouveau seigneur d'Impde, le prince Eugeen Alexandre de Tour et Taxis . L'église contient un rare orgue du début du XVIIIe siècle et des peintures de l'école flamande . Lorsque le domaine d'Impde fut vendu par Tour et Taxis, la chapelle fut transférée à l'église de Wolvertem par l'intermédiaire du cardinal Sterckx (1792-1867). Le premier dimanche de juillet, la procession établie en 1695 en l'honneur de Notre-Dame du Kranken part. Une messe est célébrée le mercredi soir de juin à septembre.